# Primera División 1927 (Costa Rica)
La Primera División costaricana del 1927, settima edizione della massima serie del campionato costaricano di calcio, fu vinta dall'Herediano, al suo quarto titolo.
Vi parteciparono cinque squadre, obbligate per la prima volta dal regolamento a terminare tutto il campionato con la possibilità di incappare in sconfitte a tavolino.

## Avvenimenti
Nel 1927 il regolamento impose per la prima volta a tutte le squadre partecipanti al campionato l'obbligo di portarlo a termine con la sconfitta a tavolino nel caso di mancata presentazione agli incontri, per evitare casi analoghi al campionato del 1925.
La lotta per la conquista del campionato fu tra due storiche rivali, l'Herediano e il La Libertad. Gli Heredianos avevano però dalla loro parte un ottimo attacco (vinsero due partite, quelle contro la Juventud e la Gimnástica Espaňola per ben 9-2) e alla fine la spuntarono.
La squadra campione cercò anche di rimanere imbattuta ma perse il penultimo incontro per 4-3 proprio contro il La Libertad.
Rispetto ai campionati precedenti vi fu l'iscrizione di una nuova squadra, la Juventud che prese il posto del Cartaginés e che vinse solo le due partite contro l'ultima classificata, la Gimnástica Espaňola perché questa non si presentò.
Curiosamente non ci fu nemmeno un pareggio in tutto il campionato.

## Classifica
|    | Classifica          | Pt | G | V | N | P | GF | GS |
| -- | ------------------- | -- | - | - | - | - | -- | -- |
| 1. | Herediano           | 14 | 8 | 7 | 0 | 1 | 40 | 16 |
| 2. | La Libertad         | 12 | 8 | 6 | 0 | 2 | 32 | 14 |
| 3. | Alajuelense         | 10 | 8 | 5 | 0 | 3 | 24 | 12 |
| 4. | Juventud            | 4  | 8 | 2 | 0 | 6 | 7  | 34 |
| 5. | Gimnástica Espaňola | 0  | 8 | 0 | 0 | 8 | 5  | 32 |

## Squadra campione
- Herediano - Campione della Costa Rica 1927

### Rosa
- Gilberto Arguedas
- Gastón Michaud
- Jesús Conej
- Miguel Mejía
- Eladio Rosabal
- Lorenzo Arias
- Víctor Víquez
- Claudio Arguedas
- Francisco Pacheco
- Joaquín Gutiérrez
- Braulio Morales
- Francisco Fuentes
- Guillermo Pérez
- Guillermo Gamboa